# بوت بلند

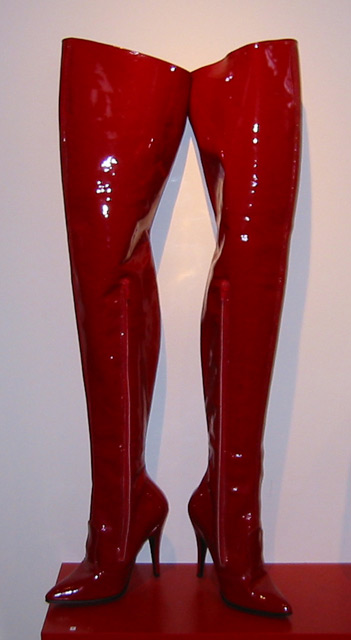
بوت بلند زنانه

بوت بند یا بوت ران زنانه گونه‌ای بوت است که به‌طور معمول تا بالای زانو یا وسط ران کشیده می‌شود. کاربرد این بوت‌ها امروزه بیشتر برای زیبایی و زنان است.
این نوع بوت اگرچه کاربرد اروتیک دارد و سلطه‌گری زنانه ضد مردان را نیز یادآوری می‌کند اما امروزه کاربردی فراوان در مد و زیبایی زنان دارد. با این حال در صنعت مد بیشتر برای زنان دارای پاهای کشیده پیشنهاد می‌شود.

## ساخت
بوت بلند یا بوت ران زنانه از مواد اولیه گوناگونی همانند چرم تا مواد مصنوعی دیگر (از جمله وینیل، پلی اورتان یا لاتکس) تا پارچه‌های مختلف (مانند ابریشم یا میکروفیبر پلی استر) ساخته می‌شوند.